# Adrian Fisher
Adrian Fisher MBE (* 5. August 1951) ist ein britischer Designer von Irrgärten und Pflastermosaiken sowie Buchautor. Sein Werk umfasst bisher etwa 500 Objekte in 30 Ländern.

## Leben und Wirken
Adrian Fisher ist der Sohn von James Frederick Fisher und Rosemary Sterling-Hill. Nach Schulbesuch und Ausbildung in Portsmouth begann er seine berufliche Laufbahn als Unternehmensberater. Zusammen mit Randoll Coate gründete er 1979 das Unternehmen Minotaur Designs, das sich dem Entwurf und Bau von Irrgärten und Pflasterlabyrinthen widmete.
Fishers erster Irrgarten war eine kleine, mit Stechpalmen gepflanzte Anlage auf einem privaten Grundstück in Bournemouth. Es folgte 1980 das Archbishop's Maze („Irrgarten des Erzbischofs“), ein Rasenlabyrinth in Greys Court, das Robert Runcie anlässlich seiner Ernennung zum Erzbischof von Canterbury gewidmet war. Bekannt wurde Fisher mit dem 1984 zum International Gardens Festival in Liverpool geschaffenen Beatles' Maze, einer Anlage in Form eines Teiches mit apfelförmigem Grundriss und Trittsteinen, in deren Zentrum eine 18 Tonnen schwere und 15,5 Meter lange Skulptur des Yellow Submarine stand.
Fisher gründete 1983 seine zweite Firma, die Adrian Fisher Mazes Ltd. Weitere künstlerische Beachtung erreichte er 1984 durch seine Teilnahme am Bath Festival of Arts, wo er mit dem Beazer Gardens Maze eine moderne Form des Rasenlabyrinths schuf. 1986 erfand er eine neue Form des maze, den „mathematischen Irrgarten“. Hierbei handelt es sich um eine als Pflasterlabyrinth ausgeführte Anlage, die zusätzlich zu geometrischen Formen auch Farben einführt, die nach bestimmten Regeln den Lösungsweg ermöglichen.
Fisher entwickelte 1993 das erste Maislabyrinth (englisch: Wortspiel maize maze). Es handelte sich um einen temporären Irrgarten in Pennsylvania mit einer Fläche von mehr als einem Hektar, dessen Wegesystem einen stilisierten Stegosaurus abbildete. Zahlreiche Anlagen dieser Art folgten, deren Flächen weiter gesteigert wurden.
Fisher wurden mehrere Designer-Preise und eine Goldmedaille als Internationaler Garten Designer zuerkannt. Im Guinness-Buch der Rekorde findet er sich mit sechs Einträgen. Fisher arbeitet im Europäischen Büro der Themed Entertainment Association (TEA), einer Organisation von Entwicklern, Designern und Erbauern von thematisch orientierten Objekten wie Museen und Themenparks. Er ist Zunft-Mitglied der Worshipful Company of Gardeners of London. Im Jahr 2008 gründete Fisher die Adrian Fisher Design Ltd.
Adrian Fisher war von 1975 bis 1996 mit Dorothy Jane Pollard verheiratet. 1997 heiratete er Marie Ann Butterworth. Er lebt in Durweston (Grafschaft Dorset). Fisher hat zwei Töchter aus erster und einen Sohn aus zweiter Ehe.
2020 wurde er zum Member of the Order of the British Empire ernannt.

## Werke
Fishers Arbeiten umfassen außer Hecken-Irrgärten auch Rasenlabyrinthe und Pflastermosaiken mit labyrinthischen oder irrgartenähnlichen Mustern. Seine frühen Werke sind vorwiegend in Großbritannien zu finden, jetzt existieren Anlagen nach seinen Entwürfen in vielen Ländern der Welt. In Deutschland sind Arbeiten von ihm im Sea Life Centre in Berlin und im Hamburg Dungeon zu sehen, beides sind Spiegellabyrinthe.
Viele von Fishers Hecken-Irrgärten knüpfen nicht an die traditionelle, formale geometrische Gestaltung derartiger Anlagen an, sondern zeigen in einem neuartigen Design symbolische Formen, die aus der Vogelperspektive als Superzeichen erkennbar sind und Merkmale von land art aufweisen.
Hecken-Irrgärten
- Newquay Zoo (Cornwall): Dragon, Irrgarten mit dem Grundriss eines stilisierten Drachen (1984, mit Randoll Coate)
- Blenheim Palace: Marlborough Maze, großer symbolischer Irrgarten zum Thema der Schlacht von Blenheim (1988–1991, gemeinsam mit Randoll Coate)
- Maidstone (Kent): Leeds Castle, quadratische Anlage mit einem Aussichtshügel, einer Grotte und einem unterirdischen Ausgang (1986–1988, mit Vernon Gibberd und Randoll Coate)
- Windsor (Berkshire): Legoland, Celtic Maze und Tudor Maze (1996, mit Rodney Beaumont of Gillespies)
- Perth (Scotland): Scone Palace, symbolische Anlage in Form eines fünfeckigen Sterns, dem Wappen der Familie Murray
- Blessington (County Wicklow, Irland): Russborough Maze, quadratische Anlage in der Anmutung eines Brillanten, im Ziel eine Cupido-Statue (mit Randoll Coate)
- Merritown House (Dorset): Alice-in-Wonderland-Maze, ein regelmäßiges Achteck zum literarischen Figur (1992, mit Randoll Coate)
- Vaalserberg (Limburg): Drielandenpunt, Anlage in Wappenform mit Motiven der Anliegerstaaten, drei Brücken (1991/1992)

Rasen- und Pflasterlabyrinthe
- West Palm Beach (Florida, USA): Norton Museum of Art, Theseus Slaying the Minotaur, rechteckiges Fußbodenmosaik mit (nicht begehbarem) Irrgartenmuster (1977)
- Henley-on-Thames (Oxfordshire): Greys Court, Archbishop's Maze, rote Ziegelpfade in Rasen, sieben Umgänge, Zentrum mit Sonnenuhr (1981)
- Bath (Somerset): Beazer Gardens, elliptisches Rasenlabyrinth, sieben Umgänge, Zentrum mit Mosaik (1984)
- Long Melford (Suffolk): Kentwell Hall, Tudor Rose Maze, Pflasterlabyrinth im Schloßhof, eine Tudor-Rose in rot und weiß (1985, mit Randoll Coate)
- Wyck Rissington Church (Gloucestershire): Maze of the Mysteries of the Gospels, Wandmosaik nach einem zerstörten Hecken-Irrgarten des Geistlichen Harry Cheales (1988)
- Leicester: Mathematical Colour Maze, Außenanlage mit Ziegelpflasterung beim Mathematics Building der University of Leicester (1991)

Spiegellabyrinthe
- London Dungeon
- Longleat House

Schriften
- Adrian Fisher, Georg Gerster: The Art of the Maze. Weidenfeld and Nicolson, London 1990, ISBN 0-297-83027-9.
- Adrian Fisher, Howard Loxton: Geheimnis des Labyrinths. Ein interaktiver Führer zu den faszinierendsten Labyrinthen der Welt. Aus dem Englischen von Karl Friedrich Hörner. AT, Aarau 1998, ISBN 3-85502-640-8.
- Labyrinthe und Irrgärten. Das grosse Spiel- und Erlebnisbuch. Aus dem Englischen von Anna-Christine Rassmann und Angela Schumitz. AT, Berlin, München 2006, ISBN 3-03-800298-4.

## Einordnung
Fisher knüpfte mit den meisten seiner Werke an die Wiederbelebung des labyrinthischen Themas an, wie es in der zweiten Hälfte des 20. Jahrhunderts durch Michael Ayrton und etwas später Randoll Coate, der den ersten symbolischen Hecken-Irrgarten in Lechlade Mill angelegt hatte, in unterschiedlicher Weise stattfand. Im Gegensatz zum Ansatz von Ayrton, der den Neubeginn eingeleitet hatte, und der Arbeitsweise zeitgenössischer Künstler wie Alice Aycock, Elaine M. Goodwin und Maggie Berkowitz konzentrierte sich Fisher auf den Bau populärer Irrgärten, deren Themen immer neue Varianten zuließen. Fishers Mosaikdarstellungen widmen sich häufig dem ursprünglichen Minotauros-Thema.
Insbesondere Fishers große Hecken-Irrgärten folgen vorrangig den Anforderungen von Vergnügungs- und Freizeitparks. Entsprechend den hohen Publikumszahlen sind diese Anlagen mit breiten Wegen und unter Verzicht auf Sackgassen, die die Besucher enttäuschen könnten, angelegt. Ferner wird der Besucher oft durch interaktive Elemente wie Türen oder Überraschungs-Fontänen unterhalten. Brücken und große Aussichtspodeste runden Fishers Heckenanlagen ab. Seine Irrgarten-Schöpfungen unterscheiden sich dadurch von den stärker gartenhistorisch ausgerichteten Einzelwerken etwa von Dennis Fisher (Chatsworth, 1962, nicht mit Adrian Fisher verwandt), Piet Hein (Egeskov Slot, 1986) oder Thomas Michael Bauermeister (Berlin-Marzahn, 2005–2007).